# Big Fish River
Der Big Fish River (englisch für „großer Fischfluss“) ist ein etwa 111 km langer linker Nebenfluss des Mackenzie River im Territorium Yukon und in den Nordwest-Territorien in Kanada.

## Flusslauf
Der Big Fish River entspringt im Norden der Richardson Mountains auf einer Höhe von etwa 1000 m. Er fließt in überwiegend nordnordöstlicher Richtung durch das Bergland. Bei Flusskilometer 51 überquert der Fluss die Grenze von Yukon in die Nordwest-Territorien. Bei Flusskilometer 35 trifft der Little Fish Creek, der größte Nebenfluss, rechtsseitig auf den Big Fish River. Auf seinen letzten 20 Kilometern durchfließt der Big Fish River das Tiefland des Mackenzie-Deltas und trifft schließlich auf einen kleinen westlichen Seitenarm des Mackenzie River. 

## Einzugsgebiet
Der Big Fish River entwässert ein Areal von etwa 2275 km². Das Einzugsgebiet grenzt im Osten an das des Mackenzie River, im Südosten an das des Willow River, im Süden an das des Rat River, im Westen an das des Bell River sowie im Nordwesten an das des Rapid Creek.